# Chondraster
Chondraster is een geslacht van zeesterren uit de familie Poraniidae.

## Soorten
- Chondraster elattosis H.L. Clark, 1923
- Chondraster grandis (Verrill, 1878)